# Conie-Molitard
Conie-Molitard település Franciaországban, Eure-et-Loir megyében. Lakosainak száma 389 fő (2022. január 1.). Conie-Molitard Dancy, Villiers-Saint-Orien, Moléans és Villemaury községekkel határos.

## Népesség
A település népességének változása:
| Lakosok száma | 254  | 309  | 337  | 375  | 378  | 395  | 406  | 406  | 400  | 389  |
|               | 1968 | 1982 | 1990 | 2006 | 2013 | 2015 | 2017 | 2019 | 2020 | 2022 |